# 特羅姆瑟大學
特羅姆瑟大學- 挪威北極圈大學（挪威語：Universitetet i Tromsø – Norges arktiske universitet）是世界最北面的大學， 位於挪威特羅姆瑟，成立於1968年，1972年開學。是挪威名校之一，也是挪威北部最大的教育研究機構，在自然科學、文化及社會領域有突出成就。
該大學主要研究方向是極光、空間科學、漁業、生物技術、語言學、多元文化論、薩米文化、遠距離醫學、流行病學和一些北極相關項目。附近有挪威極地研究所、挪威海洋研究所和極地環境中心。
2009年1月1日，特羅姆瑟大學學院與特羅姆瑟大學合併。2013年8月1日，與芬馬克大學學院合併，形成了今天的“特羅姆瑟大學- 挪威北極圈大學”，同時因為合併的緣故在阿爾塔、亨墨菲斯和希爾克內斯有三個分校區。

## 外部連結
- University of Tromsø （页面存档备份，存于）
- Faculty of Health Sciences, University of Tromsø （页面存档备份，存于）

69°40′49.84″N 18°58′23.28″E / 69.6805111°N 18.9731333°E